# Chris Robinson
Chris Robinson é um diretor estadunidense. Robinson dirigiu filmes, videoclipes e comerciais. Ele trabalha em parceria para empresas como iPod, Coca-Cola e Verizon e artistas como Kanye West, Ludacris, The Game, 50 Cent entre outros. Em 2005, ele dirigiu o filme ATL.
Chris é também o co-fundador RockCorps, uma organização voluntária ao povo adolescente dos Estados Unidos.